# Matts Carlgren
Matts Vilhelm Carlgren, född 24 september 1917 i Danderyds församling i Stockholms län, död 23 september 1999 i Engelbrekts församling i Stockholm, var en svensk industriman och idrottsledare.

## Bakgrund och utbildning
Matts Carlgren var son till skogsvårdschef Mauritz Carlgren (1883–1949) och Fanny Kempe (1887–1973). Carlgren avlade ekonomexamen vid Handelshögskolan i Stockholm 1944 och erhöll titeln civilekonom.

## Karriär
Carlgren var VD för Wedevågs bruks AB 1953–1962 där han blev styrelseordförande 1967.
Han var styrelseordförande i skogsindustrikoncernen Mo och Domsjö AB 1965–1973, samt 1981–1991, och dess VD 1971–1981. År 1989 startade Carlgren en ny svensk kommersiell Tv-kanal, Nordic Channel (sedermera Kanal 5), som skulle ta upp konkurrensen med Jan Stenbecks TV3. Carlgren byggde upp en miljardförmögenhet men finanskrisen 1991 fick honom på fall. 1991 tvingades han frånträda sitt stora aktieinnehav i Mo och Domsjö AB och sälja det till SCA. Han förlorade Nordic Channel, auktionsfirman Bukowskis, släktgodset Sanna och Brandalsunds säteri. Industrimannen Matts Carlgren sades vara utblottad när han dog 1999.
Matts Carlgren har donerat pengar till inrättandet av Matts Carlgrens professur i företagsekonomi vid Handelshögskolan i Stockholm. Professuren har sedan 1994 innehafts av professor Sven-Erik Sjöstrand vid Handelshögskolan i Stockholm.
Carlgren hade också ett stort engagemang inom den svenska idrottsrörelsen. Han var ordförande i Svenska Friidrottsförbundet 1965–1973 och ledamot av Svenska Dagbladets guldmedaljnämnd 1965–1985. Han invaldes 1970 i Sveriges Olympiska Kommitté (SOK) och var 1976–1994 ledamot i den Internationella Olympiska Kommittén (IOK).

## Familj
Carlgren var 1951–1969 gift med Mai Wichman (1920–2008), 1969–1985 med Ylva Ärlestad (född 1943) och från 1987 till sin död med Helena Makkela (född 1949). Han fick två barn, Sofia (född 1974) och Matts (född 1989). Carlgren är begravd på Gamla kyrkogården i Härnösand.